# 5937 Lodén
5937 Lodén este un asteroid din centura principală de asteroizi.

## Descriere
5937 Lodén este un asteroid din centura principală de asteroizi. A fost descoperit pe 11 decembrie 1979 la Kvistaberg de Claes-Ingvar Lagerkvist. El prezintă o orbită caracterizată de o semiaxă mare de 2,26 ua, o excentricitate de 0,13 și o înclinație de 3,6° în raport cu ecliptica.